# Julio César Cortés
Julio César Cortés (29. března 1941 Montevideo – 24. července 2025 San José) byl uruguayský fotbalista, záložník. Po skončení aktivní kariéry působil jako trenér.

## Fotbalová kariéra
Hrál za Centro Atlético Fénix, CA Peñarol, Sud América, Club de Gimnasia y Esgrima La Plata, CA Cerro, Rosario Central, Atlante FC, Los Angeles Aztecs, CSD Municipal, Alianza FC, Club Universidad Nacional a AD Guanacasteca. S Peňarolem vyhrál čtyřikrát uruguayskou ligu a jednou i Pohár osvoboditelů a Interkontinentální pohár. V Poháru osvoboditelů nastoupil ve 43 utkáních a dal 6 gólů a v Interkontinentálním poháru nastoupil ve 2 utkáních. Za reprezentaci Uruguaye nastoupil v letech 1962-1970 ve 30 utkáních a dal 3 góly. Byl členem uruguayské reprezentace na Mistrovství světa ve fotbale 1962, nastoupil v 1 utkání. Byl členem uruguayské reprezentace na Mistrovství světa ve fotbale 1966, nastoupil ve všech 4 utkáních a dal 1 gól. Byl členem uruguayské reprezentace na Mistrovství světa ve fotbale 1970, nastoupil ve všech 6 utkáních.

## Ligová bilance
| Ročník                               | Zápasy | Góly | Klub                                |
| ------------------------------------ | ------ | ---- | ----------------------------------- |
| 1. uruguayská liga 1957              | -      | -    | Centro Atlético Fénix               |
| 1. uruguayská liga 1958              | -      | -    | CA Peñarol                          |
| 1. uruguayská liga 1959              | -      | -    | CA Peñarol                          |
| 1. uruguayská liga 1960              | -      | -    | Sud América                         |
| 1. uruguayská liga 1961              | -      | -    | Sud América                         |
| 1. argentinská liga 1962             | -      | -    | Club de Gimnasia y Esgrima La Plata |
| 1. uruguayská liga 1963              | -      | -    | CA Cerro                            |
| 1. uruguayská liga 1964              | -      | -    | CA Cerro                            |
| 1. argentinská liga 1965             | 21     | 2    | Rosario Central                     |
| 1. uruguayská liga 1966              | -      | -    | CA Peñarol                          |
| 1. uruguayská liga 1967              | -      | -    | CA Peñarol                          |
| 1. uruguayská liga 1968              | -      | -    | CA Peñarol                          |
| 1. uruguayská liga 1969              | -      | -    | CA Peñarol                          |
| 1. uruguayská liga 1970              | -      | -    | CA Peñarol                          |
| 1. uruguayská liga 1971              | -      | -    | CA Peñarol                          |
| 1. mexická liga 1971/1972            | -      | -    | Atlante FC                          |
| 1. mexická liga 1972/1973            | -      | -    | Atlante FC                          |
| 1. mexická liga 1973/1974            | -      | -    | Atlante FC                          |
| North American Soccer League 1974    | 19     | 1    | Los Angeles Aztecs                  |
| Guatemalská fotbalová liga 1974      | -      | -    | CSD Municipal                       |
| 1. mexická liga 1974/1975            | -      | -    | Club Universidad Nacional           |
| Salvadorská fotbalová liga 1975/1976 | -      | -    | Alianza FC                          |
| Kostarická fotbalová liga 1976       | -      | -    | AD Guanacasteca                     |
| Kostarická fotbalová liga 1977/1978  | -      | -    | AD Guanacasteca                     |
| CELKEM                               | -      | -    |                                     |